# Michael Caton-Jones
Michael Caton-Jones (Broxburn (West Lothian)), 15 oktober 1957) is een Schots filmregisseur. Hij werd in 1989 genomineerd voor een European Film Award voor Scandal en in 2006 voor een British Independent Film Award voor Shooting Dogs. Op de Razzie Awards 2007 was hij daarentegen genomineerd voor de 'prijs' voor slechtste regisseur, vanwege Basic Instinct 2.
Caton-Jones werd geboren met de achternaam Jones. Deze veranderde hij in Caton-Jones nadat hij trouwde met Beverly Caton. Hoewel zij inmiddels zijn gescheiden en Caton-Jones in 2000 hertrouwde met Laura Viederman, bleef hij deze achternaam professioneel voeren. Hij kreeg twee kinderen met Caton (Daisy en Molly) en eveneens twee met Viederman (Romy en Charlie).

## Filmografie
*Exclusief televisiefilms
- Basic Instinct 2 (2006)
- Shooting Dogs (2005)
- City by the Sea (2002, tevens producent)
- The Jackal (1997, tevens producent)
- Rob Roy (1995, tevens uitvoerend producent)
- This Boy's Life (1993)
- Doc Hollywood (1991)
- Memphis Belle (1990)
- Scandal (1989)

- Biblioteca Nacional de España: XX1109975
- Bibliothèque nationale de France: cb14031507c (data)
- Gemeinsame Normdatei: 12085208X
- International Standard Name Identifier: 0000 0001 0928 6891
- Library of Congress Control Number: n94000221
- Nationale Bibliotheek van Tsjechië: js20060421013
- Nationale Bibliotheek van Israël: 987007349415905171
- Nederlandse Thesaurus van Auteursnamen: 074985930
- SNAC: w6tm873r
- Système universitaire de documentation: 086232630
- Union List of Artist Names: 500250581
- Virtual International Authority File: 100236014
- WorldCat: E39PBJmXPFggVMC3rhFckY6R8C